# Dóra
Dóra est un prénom hongrois féminin.

## Équivalents
- Dora

## Personnalités portant ce prénom
- Dóra Bakoyánni (1954-), femme politique grecque.
- Dóra Bodonyi (1993-), kayakiste hongroise.
- Dóra Dúró (1987-), femme politique hongroise.
- Dóra Hegyi (1991-), gymnaste hongroise.
- Dóra Hornyák (1993-), handballeuse hongroise.
- Dóra Horváth (1988-), joueuse de volley-ball hongroise.
- Dóra Strátou (1903-1988), actrice et chorégraphe grecque.
- Dóra Szinetár (1976-), chanteuse et actrice hongroise.
- Pour l'ensemble des articles sur les personnes portant ce prénom, consulter :
  - la liste des articles dont le titre commence par ce prénom
  - les listes produites par Wikidata : Liste des personnes de prénom « Dóra » — même liste en incluant les éventuels prénoms composés qui contiennent « Dóra ».